# 瑟雷库尔
瑟雷库尔（法語：Serécourt，法語發音：[səʁekuʁ] ⓘ）是法国大東部大區孚日省的一个市镇，属于讷沙托区。

## 地理
瑟雷库尔（48°3'18"N, 5°50'36"E）面积13.7 平方千米，位于法国大東部大區孚日省，该省份为法国东北部内陆省份，北起默兹省和默尔特-摩泽尔省，西接上马恩省，南至上索恩省和贝尔福地区省，东临上莱茵省和下莱茵省。
与瑟雷库尔接壤的市镇（或旧市镇、城区）包括：伊什、拉马什、莫里泽库尔、蒂涅库尔。

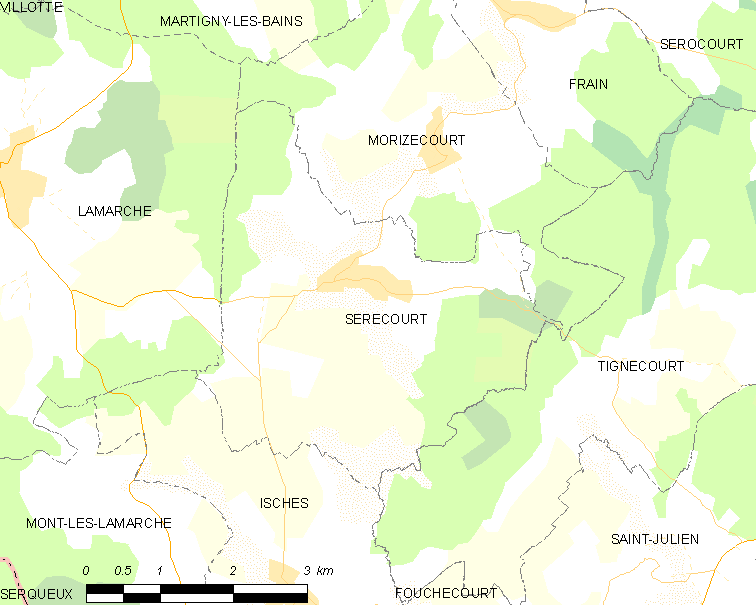
瑟雷库尔的OSM定位图

瑟雷库尔的时区为UTC+01:00、UTC+02:00（夏令时）。

## 行政
瑟雷库尔的邮政编码为88320，INSEE市镇编码为88455。

## 政治
瑟雷库尔所属的省级选区为达尔内县。

## 人口

1962-2008年间瑟雷库尔人口变化图示

瑟雷库尔于2022年1月1日时的人口数量为100人。